# Pauline Gedge
Pauline Gedge, född 1945 på Nya Zeeland, är en kanadensisk författare, av främst historiska romaner. Hon debuterade 1977 med Solens dotter, som är en roman om drottning Hatshepsut.

## Böcker översatta till svenska
- Solens dotter 1981 (Child of the morning)
- Den tolfte förvandlingen, 1986 (The twelfth transforming)
- Skriften från Sakkara, 1992 (Scroll of Saqqara)
- Drömmarnas hus, 1995 (House of dreams)
- Illusionernas hus, 1997 (House of illusions)